# زكية سلطان
زكية سلطان (بالتركية: Zekiye Sultan)‏ هي ابنة السلطان العثماني عبد الحميد الثاني. وُلدت في 12 يناير 1871 في إسطنبول، وتوفيت في 13 يوليو 1950 في بو.